# Tooth and Nail
Tooth and Nail — второй альбом американской глэм/хеви-метал-группы Dokken, выпущенный 17 сентября 1984 года лейблом Elektra.

## Об альбоме
Это первый диск группы с Джеффом Пилсоном на басу и бэк-вокале. 
Продюсером альбома выступил Рой Томас Бейкер, который уже продюсировал успешные альбомы таких групп как Queen и The Cars, а также дебютный альбом Mötley Crüe Too Fast for Love после того, как Elektra подписали с ними контракт.
Также в продюсировании участвовал Том Верман, известного по работе с Тедом Ньюджентом и выше упомянутыми Mötley Crüe.
Первым синглом с альбома стал «Into The Fire», видеоклип которого попал в ротацию MTV. «Into The Fire» провел восемь недель (с октября по декабрь 1984) в Top 40 чарта Billboard’s Hot Mainstream Rock Tracks, достигнув 21-й позиции. Впосдествии «Into The Fire» появилась в фильме «Кошмар на улице Вязов 3: Воины сна».
Второй сингл — «Just Got Lucky» — оказался чуть менее успешным. На песню был снят клип, также попавший в ротацию MTV. В чарте Billboard’s Hot Mainstream Rock Tracks альбом семь недель (с января по февраль 1985), достигнув 27-й строчки.
Один из самых больших хитов Dokken — «Alone Again» — провёл четырнадцать недель в чарте Hot Mainstream Rock Tracks, из которых две недели на 20-й позиции. Более того, данная баллада стала первым хитом Dokken в чарте Hot 100, где пробыла одиннадцать недель с мая по июнь 1985, достигнув 64-й позиции.
По версии журнала Billboard диск занял 35-ю строчку среди альбомов 1985 года. Альбом достиг 49-й строчки в чарте Billboard 200.
Пластинка достигла 71-й строчки в чарте Billboard 200 во время ротации сингла «Into The Fire», затем выпала из чарта на неделю и снова вернулась в чарт на позицию 77 благодаря синглу «Just Got Lucky», позже достигнув 49-й позиции. 
13 августа 1985 года альбом был сертифицирован RIAA как золотой.
В марте 1989 года на волне успеха группы (к тому моменту уже распавшейся) диск стал платиновым.

## Список композиций
Примечания взяты из оригинального LP.
Слова и музыка всех песен — Мик Браун, Джордж Линч, Джефф Пилсон, если не указана иное.
| №  | Название                         | Автор(ы)                 | Длительность |
| -- | -------------------------------- | ------------------------ | ------------ |
| 1. | «Without Warning» (инструментал) |                          | 1:35         |
| 2. | «Tooth and Nail»                 |                          | 3:40         |
| 3. | «Just Got Lucky»                 | Линч, Пилсон             | 4:35         |
| 4. | «Heartless Heart»                |                          | 3:29         |
| 5. | «Don't Close Your Eyes»          | Дон Доккен, Линч, Пилсон | 4:10         |

| №                   | Название                 | Автор(ы)             | Длительность |
| ------------------- | ------------------------ | -------------------- | ------------ |
| 6.                  | «When Heaven Comes Down» |                      | 3:35         |
| 7.                  | «Into the Fire»          | Доккен, Линч, Пилсон | 4:27         |
| 8.                  | «Bullets to Spare»       | Dokken               | 3:35         |
| 9.                  | «Alone Again»            | Доккен               | 4:20         |
| 10.                 | «Turn On the Action»     |                      | 4:43         |
| Общая длительность: | Общая длительность:      | Общая длительность:  | 38:09        |

## Участники записи
Примечания взяты из оригинального LP.
Dokken
- Дон Доккен — вокал
- Джордж Линч — гитара
- Джефф Пилсон — бас-гитара/вокал (неуказанный синтезатор: треки 3, 7 и 9)
- Мик Браун — ударные

Производство
- Том Верман — продюсер (изначально)[8]
- Рой Томас Бейкер — продюсер
- Михаэль Вагенер — микшеринг
- Джефф Уоркман, Гэри Макгахан — инжиниринг
- Джордж Марино — мастеринг в Sterling Sound, Нью-Йорк
- Боб Дефрин — арт-директор

## Чарты
| Год  | Чарт          | Позиция |
| ---- | ------------- | ------- |
| 1984 | Billboard 200 | 49      |

| Год  | Название         | Чарт              | Позиция |
| ---- | ---------------- | ----------------- | ------- |
| 1984 | "Into the Fire"  | Mainstream Rock   | 21      |
| 1985 | "Just Got Lucky" | Mainstream Rock   | 27      |
| 1985 | "Alone Again"    | Mainstream Rock   | 20      |
| 1985 | "Alone Again"    | Billboard Hot 100 | 64      |